# Klostermansfeld
Klostermansfeld este o comună din landul Saxonia-Anhalt, Germania.

## Geografie

### Poziție Geografica
Klostermansfeld este situat în estul prelitoralului Harz. Acest teritoriu este cunoscut și sub numele de Ținutul Mansfeld, după orașul Mansfeld situat la nord-vest de Klostermansfeld. În jurul Klostermansfeldului se găsesc și văi și depresiuni, în care curg pâraie mai mici. Printre acestea se numără Vechiul Wipper în zona Möchsgrund situată la nord-est și Grădina Sălbatică în așa-numitul Hegegrund, la sud-est de Klostermansfeld. La câțiva kilometri în nord-vest, râul Wipper a săpat un defileu mai adânc, în care se află orașele următoare Mansfeld și Hettstedt. Cel mai apropiat oraș este Lutherstadt Eisleben, situat la șapte kilometri sud-est de aici.
Pornind de la Klostermansfeld, un șir de așezări se întinde spre sud până la Wimmelburg. Acestea, la fel ca și Klostermansfeld însuși, fac parte din comunitatea asociată Mansfelder Grund-Helbra, care își are sediul administrativ în Helbra. În jurul Klostermansfeldului se găsesc multe halde miniere mai mici și câteva mai mari. Cele mai mari dintre acestea sunt așa-numitele Piramide ale Ținutului Mansfeld. În continuare, în jurul Klostermansfeldului există multe terenuri agricole.

### Extinderea și Utilizarea Teritoriului Comunal
Așa cum și celelalte comune din comunitatea asociată, Klostermansfeld nu este foarte mare. Cea mai mare extindere est-vest este de 5 km, iar de la cel mai nordic la cel mai sudic punct măsoară 4,7 km. Tabela următoare arată distribuția suprafeței comunei. În Klostermansfeld există foarte puține suprafețe de apă, motiv pentru care au fost atribuite suprafețelor înconjurătoare, la fel ca și suprafețelor de trafic. Suprafața de halde se referă la suprafața acoperită de trei halde de șisturi cuprifere.
| Tip de Utilizare a Terenurilor | Suprafață Totală (ha) | Pondere în Suprafața Comunei |
| ------------------------------ | --------------------- | ---------------------------- |
| Suprafață Urbanizată           | 182,2                 | 21,3 %                       |
| Suprafață de Halde             | 32,4                  | 3,8 %                        |
| Parcuri                        | 11,5                  | 1,4 %                        |
| Pădure și Pajiști              | 3,47                  | 0,4 %                        |
| Terenuri Agricole              | 623,4                 | 73,1 %                       |

### Comune învecinate
Comunele învecinate sunt Mansfeld la nord, Gerbstedt și Lutherstadt Eisleben la est și Helbra și Benndorf la sud.

## Istorie

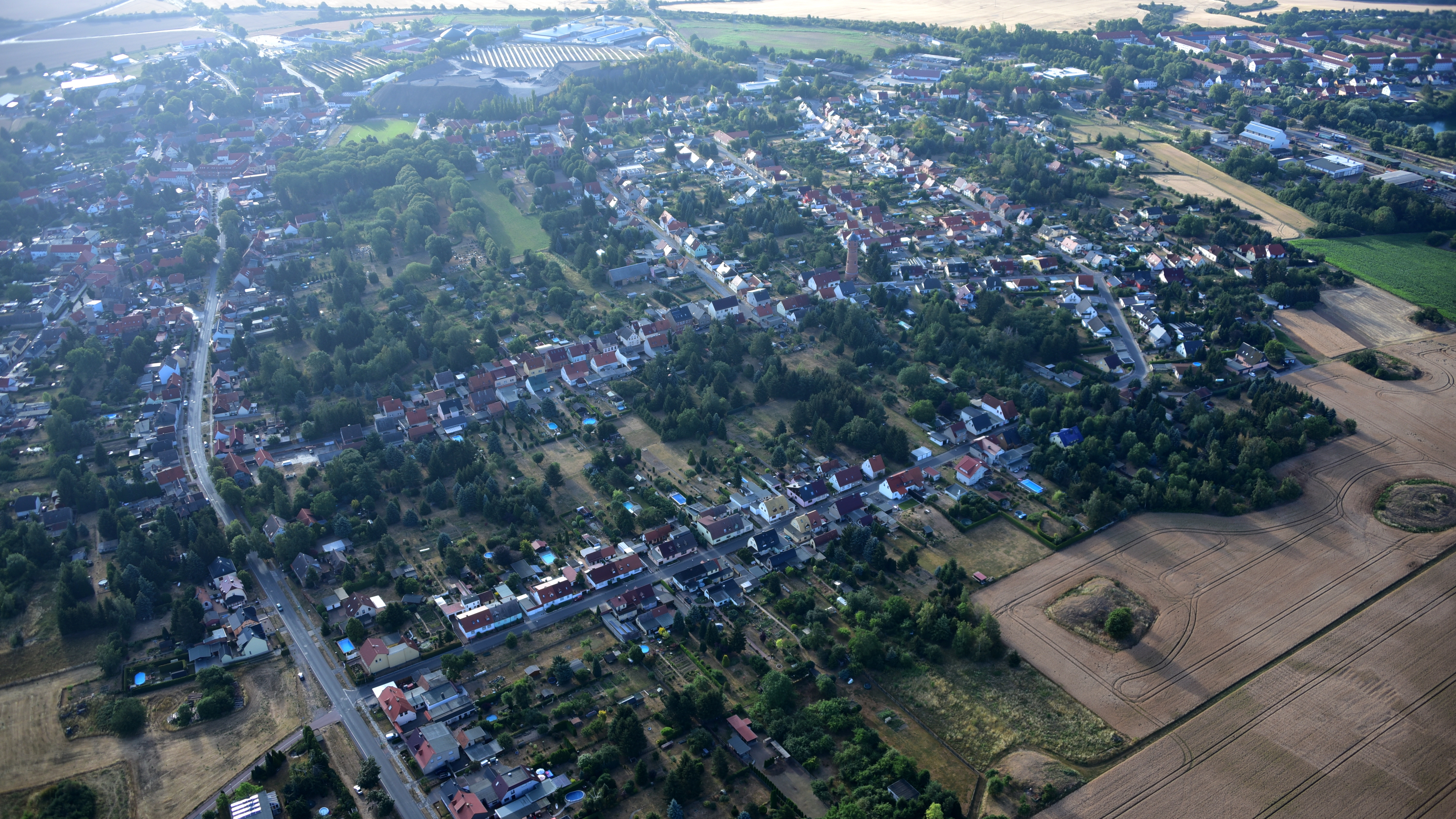
Klostermansfeld, Luftaufnahme (2018)

Încă din secolul al VIII-lea, regiunea în jurul Klostermansfeldului a fost ținta activităților misionare ale mănăstirii Fulda. La acea vreme, teritoriul se întindea spre est până la Saale, constituind frontiera vechiului Sfânt Imperiu Roman. Existau ruine ale așezărilor slavice de atunci pe așa-numita Siebenhitze, locul unde astăzi se află Halda 81, în sud-vestul Klostermansfeldului de astăzi.
Klostermansfeldul este menționat pentru prima dată pe 22 octombrie 973, sub numele de Mannesfeld, într-un document de schimb semnat de regele Otto al II-lea. Acesta confirmă o tranzacție între arhiepiscopul Adalbert de Magdeburg și abatele Werinher de la Fulda. În jurul anului 1040, a fost înființată o mănăstire benedictină la Mansfeld, care s-a alăturat ordinului din Valea Iosafatului după doar 19 ani. Ansamblul a fost grav avariat în timpul răscoalei țărănești din 1525, dar biserica mănăstirii a fost reconstruită și este acum o stație pe Drumul Romantismului.
În Hegegrund, la sud-est de Klostermansfeld, în Evul Mediu se afla satul Bockstal, care a existat însă doar pentru o scurtă perioadă. Astăzi, între vechea locație a satului și Klostermansfeld se află stația Bockstal a căii ferate miniere Mansfelder Bergwerksbahn.
După ce mănăstirea a fost transformată într-un birou contesc în 1526 de către contele Gebhard de Mansfeld-Hinterort, populația a constat inițial în mare parte din fermieri care își câștigau existența pe câmpurile din jur. Chiar și la începutul secolului al XVIII-lea, printre aceștia erau 31 de cotropi și cinci jumătăți de fermieri. Odată cu dezvoltarea mineritului, numărul de locuitori a crescut semnificativ, astfel că în anul 1780 deja trăiau peste 600 de oameni în Klostermansfeld. În minele din împrejurimi, inițial s-a extras șist de cupru și argint într-un mod laborios. În anii următori, minele au devenit din ce în ce mai adânci și cu o forță de muncă mai mare. Companiile mai mari din apropiere de Klostermansfeld erau Șantul Theodor pe drumul către Mansfeld și Șantul 81 (numit după gura de lumină numărul 81 a galeriei Schlüsselstollen) direct în localitate. Materialul extras era prelucrat ulterior în metale în așa-numitele hale din împrejurimi. Una dintre acestea se afla, de exemplu, pe drumul Hettstedt-Eisleben (astăzi B180), unde intersectează Hegegrund. În anii următori, exploatarea s-a mutat spre est, către Șantul Zirkel.
În anul 1809, Klostermansfeldul a fost conectat la rețeaua feroviară prin așa-numita Kanonenbahn. Construcția acestei linii, cu traversarea sursei Bösen Sieben din sud-vestul Klostermansfeldului și urmată de tunelarea dealului Hornburg la Blankenheim, a fost considerată la vremea respectivă o capodoperă tehnică.
După ce ținutul Mansfeld a căzut în mâinile Prusiei, Klostermansfeldul se afla la sud de așa-numita graniță a munților Mansfeld în provincia Saxonia. Orășelul vecin Benndorf se afla deja în așa-numitul ținut lacustru Mansfelder. La 30 septembrie 1928, partea principală a proprietății Klostermansfeld a fost unită cu comuna rurală Klostermansfeld.
În Republica Democrată Germană din 1945, Klostermansfeldul a fost inițial în noul land Sachsen-Anhalt. După reorganizarea Republicii Democrate Germane în districte în anul 1952, Klostermansfeldul a ajuns în districtul Halle, în districtul Eisleben. După revoluția pașnică și schimbările ulterioare, ținutul Mansfeld a revenit în landul reînființat Sachsen-Anhalt și a fost reorganizat de mai multe ori, astfel că Klostermansfeldul a fost inițial în districtul Eisleben, apoi din 1994 în noul district Mansfelder Land, care în cele din urmă a fost unit în 2007 cu districtul Sangerhausen pentru a forma actualul district Mansfeld-Südharz.

## Politica

### Consiliul Local
În ultimele alegeri locale din anul 2019, grupurile de alegători au obținut cel mai bun rezultat, cu 61,9% din voturi, câștigând astfel nouă locuri în consiliul local. CDU a obținut 22,5% din voturi, ceea ce i-a adus trei locuri. De asemenea, partidele FBM și Linke au obținut fiecare 8,5%, respectiv 7,3% din voturi și, în consecință, câte un loc în consiliul local. În total, au fost alocate 14 locuri în consiliu, cu o prezență la vot de 54,2%.

### Primarul
Primarul Uwe Tempelhof, care îndeplinește funcția în mod onorific, a fost ales pentru prima dată pe 28 februarie 1999. În 2006, a câștigat alegerile împotriva lui Peter Günther. Pe 13 ianuarie 2013, a fost unanim confirmat în funcție. La 1 mai 2020, Frank Ochsner a preluat funcția de primar după ce a câștigat alegerile.

### Stema
Stema a fost acordată la 6 martie 1939 de către Oberpräsidenten der Provinz Sachsen.
Blazon: „Cartierat; Câmpurile 1 și 4: în argint, șase romburi roșii (stema contilor de Mansfeld); Câmpul 2: în albastru, ciocanele de minier aurii crucite diagonal; Câmpul 3: în albastru, un trifoi de aur cu trei foi.“
Cel mai vechi sigiliu arată o clădire bisericească, decorată cu scutul contilor de Mansfeld; în schimb, un sigiliu din secolul al XVIII-lea arată trifoiul (ca simbol al comunității) și ciocanele de minier. Din aceste simboluri a fost creată noua stemă, în care imaginea bisericii a fost eliminată conform noilor reglementări.
Stema a fost concepută de către Otto Korn, arhivist de stat din Magdeburg.

## Cultură și obiective turistice

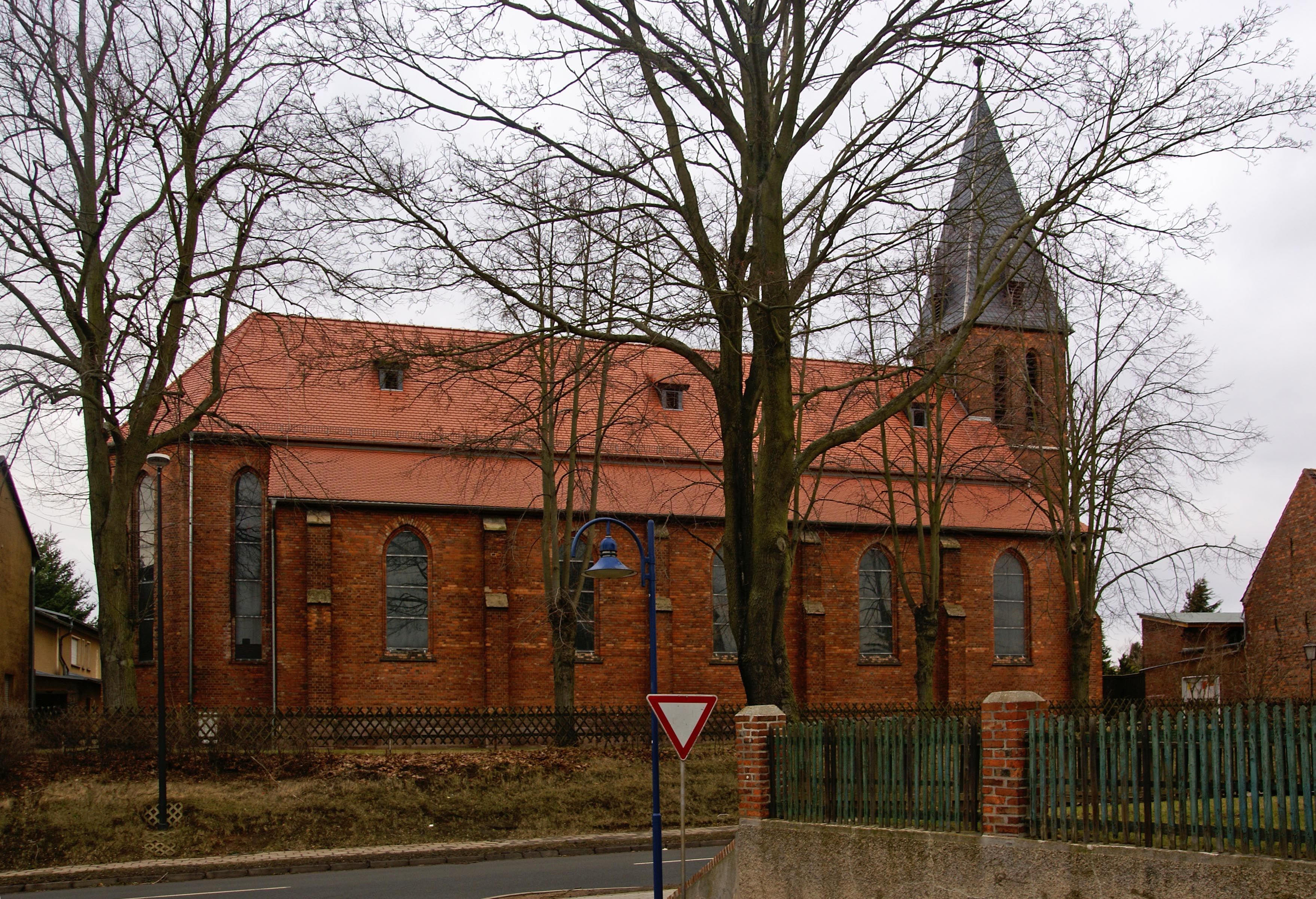
Biserica St.-Joseph

### Clădiri
- Biserica St.-Joseph: Biserica catolică a fost înființată în anul 1894 în stil neogotic în partea de nord-vest a satului. Are o turnătură pătrată și este simplu decorată în interior.[11]
- Biserica mănăstirii: Această biserică romanică cu trei nave, fondată în anul 1170, a fost parțial demolată și distrusă în secolul al XVI-lea. La începutul secolului al XVIII-lea, a fost adăugat un clopotniță în stil baroc pe turnul bisericii. În secolul al XIX-lea, ferestrele au fost considerabil mărite. În anii 1960, biserica a fost supusă unei ample renovări și restaurări.[12]

### Monumente comemorative
- Morminte în cimitirul local pentru doi polonezi cunoscuți care au fost deportați în Germania și au devenit victime ale muncii forțate în timpul celui de-al Doilea Război Mondial.
- Două pietre comemorative pentru un cuplu evreu ucis de regimul nazist, care deținea anterior un magazin de îmbrăcăminte în strada Chaussee.[13]
- Monument pentru cei căzuți în Primul Război Mondial 1914–1918 în vechiul cimitir.
- Monument pentru cei căzuți în Războiul Franco-Prusac 1870–1871 în vechiul cimitir.
- Piatra comemorativă pentru Luther de-a lungul străzii Chaussee.

### Parcuri
În centrul lui Klostermansfeld se află Vechiul cimitir. Acesta nu mai este folosit în prezent în scopul său inițial. În imediata vecinătate a Vechiului cimitir se află noul cimitir, care este încă în uz.

### Dialect
Klostermansfeld se află în centrul unei zone în care este vorbit dialecul Mansfäller. Acesta este un dialect de graniță între zona saxonă superioară și cea thuringiană. Într-un studiu din secolul al XIX-lea, s-a constatat că zona Klostermansfeldului aparține dialectului propriu Mansfeldisch. Caracteristici ale acestui dialect includ schimbarea sunetelor o în u (Uhstern în loc de Ostern), ei în ä (Bähne în loc de Beine), e în i (sihre în loc de sehr) și äu în ai (Baime în loc de Bäume). Din 1886, s-a observat că tinerii de atunci au început să uite și să schimbe tot mai mult dialectul vechi.

## Economie și infrastructură

### Transportul
Klostermansfeld este situat pe linia de cale ferată Berlin–Blankenheim, care face parte din așa-numita Kanonenbahn. De la gara situată între Klostermansfeld și Benndorf, trenurile circulă către Hettstedt și Sangerhausen, precum și către marile orașe Magdeburg și Erfurt. Din această linie de cale ferată, în Klostermansfeld, se desprinde ramura mai mică Klostermansfeld–Wippra. Cu toate acestea, această linie este deservită numai în zilele de weekend și în sărbători începând din aprilie 2015. Transportul feroviar local pe această linie a fost anulat de către entitatea de reglementare Nahverkehrsservice Sachsen-Anhalt începând cu 13 aprilie 2015. Este disponibil un serviciu turistic ocazional în zilele de weekend și în sărbători, posibil datorită unei subvenții financiare din partea districtului Saxonia-Anhalt. Linia de cale ferată este acum proprietatea Mansfelder Bergwerksbahn.

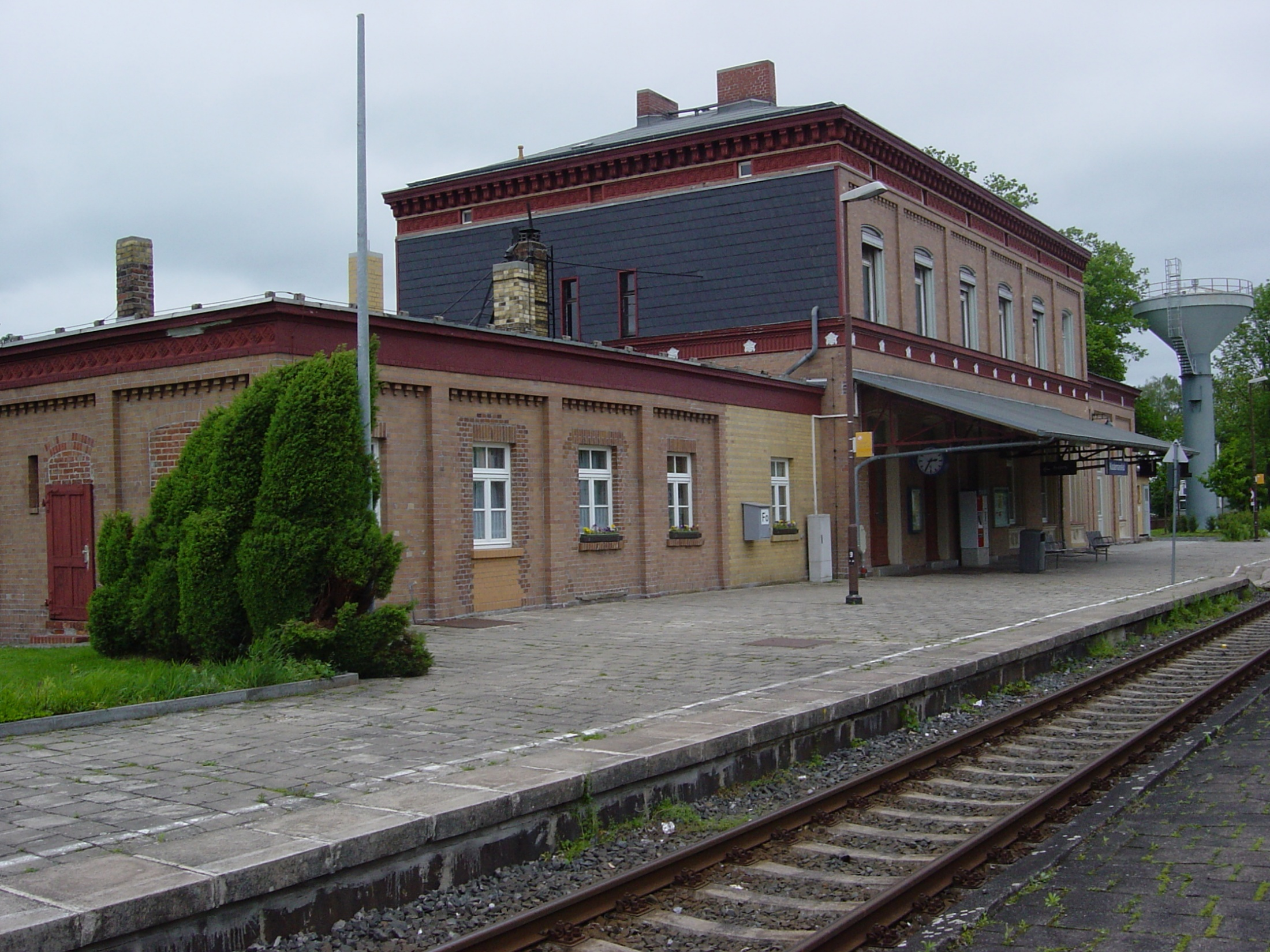
Gara din Klostermansfeld

Doar cu semnificație turistică sunt trenurile muzeale ale Mansfelder Bergwerksbahn, care circulă de la stația de cale ferată Klostermansfeld până la Hettstedt, trecând prin Thondorf și Siersleben. În trecut, ele legau așezările miniere din Mansfelder Land de șantierele de exploatare a cuprului.

Klostermansfeld este conectat cu Eisleben și Hettstedt prin drumul federal 180. După aceste destinații există conexiuni la autostrăzile federale 36 și 38. Drumul federal 242 leagă Klostermansfeld de Harz. Prin drumurile naționale se poate ajunge la Sangerhausen și la orașul mare situat la aproximativ 40 km distanță, Halle (Saale).